# Caligus germoi
Caligus germoi är en kräftdjursart som beskrevs av Arthur Sperry Pearse 1951. Caligus germoi ingår i släktet Caligus och familjen Caligidae. Inga underarter finns listade i Catalogue of Life.